# قزلجه قمشلو
قزلجه قمشلو یکی از روستاهای استان آذربایجان شرقی است که در دهستان چاراویماق مرکزی بخش مرکزی شهرستان چاراویماق واقع شده‌است.این روستا ۱۲۳ نفر جمعیت دارد.